# Aprosuchus ghirai
Aprosuchus ghirai è un rettile crocodilomorfo estinto, appartenente agli atoposauridi. Visse nel Cretaceo superiore (Maastrichtiano, circa 70 milioni di anni fa) e i suoi resti fossili sono stati ritrovati in Romania. 

## Descrizione
Questo rettile è noto per i fossili di un cranio quasi completo con mandibole e una vertebra cervicale frammentaria, probabilmente appartenente allo stesso esemplare subadulto. Era un animale di piccole dimensioni, lungo poche decine di centimetri e dall'aspetto simile a quello di una lucertola più che a quello di un coccodrillo attuale. La caratteristica principale di Aprosuchus era data dalla dentatura, che possedeva quattro tipi differenti di denti: i denti anteriori erano simili a canini e appuntiti, seguiti da denti lanceolati pseudozifodonti e da denti propriamente zifodonti; i denti posteriori, infine, erano a corona bassa. Differiva dall'affine Sabresuchus sympiestodon, vissuto nella stessa zona e nello stesso periodo, per i denti anteriori più piccoli, per l'articolazione nasale-frontale a forma di W e per le ossa palpebrali estremamente grandi e fortemente fuse con il margine orbitale. Come tutti gli atoposauridi, anche Aprosuchus era dotato di un muso corto e largo, grandi orbite e di un'apertura vascolare nella parte dorsale della barra postorbitale. Era inoltre presente una piccola finestra antorbitale, un solco coanale parzialmente dotato di setto e denti mascellari compressi lateralmente simmetricamente. 

## Classificazione
Aprosuchus ghirai venne descritto per la prima volta nel 2019, sulla base di resti fossili rinvenuti nella zona di Hateg in Romania, in terreni del Maastrichtiano. Aprosuchus è stato ascritto agli atoposauridi, un gruppo di crocodilomorfi affini agli eusuchi, di piccole dimensioni e dotati di corpi gracili. Questi piccoli animali sopravvissero fino al Cretaceo superiore colonizzando remoti ecosistemi insulari abbastanza complessi nell'arcipelago della Tetide occidentale. 